# Сын Израиля
«Сын Израиля» — немая историческая драма, поставленная киевской студией «Товарищества И. Ермольева» по пьесе Анри Бернштейна «Израиль».
Фильм также известен под названием «Обездоленный». Премьера фильма состоялась 13 июня 1917 года. Не сохранился.

## Сюжет
Автор обращается к популярному в художественном творчестве приёму описания конфликта человека, породненного силой обстоятельств с чуждой ему средой и который в конце концов возвращается к своему народу.
Молодой человек, воспитанный в знатной семье, внезапно узнаёт, что на самом деле он еврей и приёмный сын. После внутренних переживаний он решает покинуть приёмный дом и забирает с собой своего настоящего отца, пожилого слугу. Он начинает самостоятельную жизнь, честно зарабатывая на жизнь физическим трудом. Однако на этом пути он сталкивается с враждебностью окружающих, наполненной злобой, предубеждениями и ненавистью к его происхождению. В итоге, оказавшись втянутым в конфликт, герой погибает в дуэли.

## Критика
Исполнитель главной роли проникновенно передает проснувшееся в герое глубокое чувство скорби за свой народ, который он мечтает увидеть счастливым.

Это история всего еврейского народа, и красной нитью по всей драме проходит основная мысль её — печать Израиля клеймом страдания лежит на еврейском народе, но придет время, и народ — вечный странник найдет свою землю обетованную.
— "Проектор"

Картина является наглядным свидетельством того, что русский кинематограф вышел на широкий путь свободной творческой фантазии. Её создают художественный реализм и идейная содержательность. <…> Психологическая углублённость, сложность анализа и широта замысла автора делают слишком трудным безукоризненно яркое и жизненное выявление их на экране, артистами сделано многое в этом направлении. Вся картина поставлена на «первых планах», и это в значительной мере способствует силе впечатления от игры артистов.
— "Проектор", 1917, №11-12, стр. 10-11

Пьеса задумана и поставлена очень удачно, единство замысла соблюдено. Игра хорошая.
— "Кинобюллетень"